# Юрген Торвальд
Юрген Торвальд (нім. Jürgen Thorwald, справжнє ім'я Гайнц Бонгарц (нім. Heinz Bongartz; 28 жовтня 1915, Золінген — 4 квітня 2006, Лугано) — німецький письменник. Найбільш відомий працями з історії судової медицини та криміналістики. Офіцер ордену «За заслуги перед Федеративною Республікою Німеччина» (1984).

## Біографія
Народився у сім'ї вчителя. Вивчав медицину в Кельні, проте за станом здоров'я був змушений перевестися на історичний факультет, де займався історією Німеччини, Англії та Франції. У 1940-ті роки писав праці з історії люфтваффе та крігсмаріне. Після Другої світової війни був змушений змінити ім'я, працював журналістом у Штутгарті, один із засновників християнського консервативного тижневика Christ und Welt (в 1948—1951 роках працював його редактором).
З 1951 року працював журналістом-фрілансером. У 1956 році вийшла його книга «Століття хірургії» (Das Jahrhundert der Chirurgen). За цією книгою були інші, присвячені історії медицини, і зробили ім'я Торвальда знаменитим на Заході. У 1964 році вийшла у світ головна його праця «Століття детективів» (Jahrhundert der Detektive), присвячений опису найбільш сенсаційних кримінальних справ XVIII — першої половини XX ст. Книга номінувалася на премію «Едгар». Також відомий роботами з історії нейрохірургії, гемофілії («Кров королів»), а також історії єврейської діаспори у США.
Останні роки життя провів у Швейцарії. Помер 4 квітня 2006 року у Лугано
.